# Dekanat Czemierniki
Dekanat Czemierniki – jeden z 28 dekanatów w rzymskokatolickiej archidiecezji lubelskiej.

## Parafie
W skład dekanatu wchodzi 8 parafii:
- parafia MB Królowej Aniołów – Brzeźnica Bychawska
- parafia św. Mikołaja – Brzeźnica Książęca
- parafia św. Stanisława – Czemierniki
- parafia św. Józefa Oblubieńca i św. Jana Chrzciciela – Leszkowice
- parafia Najświętszego Serca Pana Jezusa – Niedźwiada
- parafia MB Częstochowskiej – Ostrówek
- parafia Najświętszego Serca Pana Jezusa – Suchowola
- parafia NMP Matki Kościoła – Tarło

## Sąsiednie dekanaty
Lubartów, Parczew (diec. siedlecka), Radzyń Podlaski (diec. siedlecka)